# Онищенко, Владимир Леонтьевич
Влади́мир Лео́нтьевич Они́щенко (укр. Володимир Леонтійович Онищенко; 29 декабря 1914 (11 января 1915), Одесса, Российская империя — 10 января 2001, Чернигов, Украина) — советский футболист и тренер. Выступал на позиции левого полусреднего и центрального нападающего в командах «Динамо» Одесса, «Динамо» Киев и «Спартак» Львов. Работал тренером в ряде спортивных клубов, занимал должность старшого тренера черниговской «Десны» и хоккейной команды «Шахтёр» Кемерово.

## Биография

### Карьера игрока
Воспитанник одесского футбола. С 1936 по 1939 годы выступал за «Динамо» (Одесса). Провёл два довоенных сезона в составе киевского «Динамо». После окончания войны сыграл 4 матча за дубль киевской команды, после чего был игроком львовского «Спартака».

### Карьера тренера
В 1950-х годах работал тренером футбольных коллективов физкультуры в Кемерово, тренировал команду по хоккею с мячом «Шахтёр». Клуб под его руководством выиграл право выступать в классе «А» чемпионата СССР. Впоследствии возглавлял любительськую команду ЗОР (Одесса). В 1968 году начал работу в черниговской «Десне», а уже в следующем году стал старшим тренером команды.

## Достижения
«Шахтёр» Кемерово
- Чемпион РСФСР (1): 1955.
- Победитель класса «Б» СССР (1): 1955.